# Jürgen Eichhorn
Jürgen Eichhorn (* 27. Juli 1942 in Osterburg) ist ein deutscher Mathematiker und emeritierter Professor für Analysis an der Universität Greifswald.

## Leben und Wirken
Jürgen Eichhorn wuchs in der Altmark auf, wo er 1960 in Seehausen sein Abitur machte. Er studierte von 1960 bis 1965 an der Universität Greifswald Mathematik und Physik. 1969 promovierte er mit einer Dissertation Parallelisierbare Lorentzmannigfaltigkeiten. Seine akademischen Lehrer waren Willi Rinow und Hans-Günther Bothe. Nach der Promotion wandte er sich den offenen Mannigfaltigkeiten zu und habilitierte sich 1975 mit einer Habilitationsschrift Die Kompaktifizierung offener Mannigfaltigkeiten zu geschlossenen. Danach begann er, sich mit der Differentialgeometrie und globalen Analysis offener Riemannscher Mannigfaltigkeiten zu beschäftigen, insbesondere mit ihrer Spektraltheorie und Indextheorie.
1990 wurde er zum ordentlichen Professor berufen und wurde Lehrstuhlleiter für Analysis/globale Analysis. Von 1996 bis 2004 war er Mitglied des Hohen Senats der Greifswalder Universität. 2007 wurde Eichhorn emeritiert. Er war wiederholt an vielen wissenschaftlichen Einrichtungen in Europa, China und den USA tätig, war oft an den Max-Planck-Instituten in Bonn und Leipzig und war u. a. Mitherausgeber zweier mathematischer Zeitschriften und Mitorganisator internationaler Tagungen.
Eichhorn ist verheiratet und hat zwei Kinder und zwei Enkel.

## Schriften
- Global Analysis of Open Manifolds. Nova Science Publishers, N.Y. 2007
- Relative Index Theory, Determinants and Torsion for Open Manifolds. World Scientific, Singapore 2009
- Uniform Classification of Open Manifolds. Nova Science Publishers, N.Y. 2017
- 64 weitere Arbeiten in referierten Zeitschriften